# Torsten Nygård
Torsten Bruno Sanfrid Nygård, född 6 oktober 1919 i Gamlakarleby, död 10 december 1992 i Helsingfors, var en finländsk arkitekt. 
Nygård utexaminerades från Tekniska högskolan i Helsingfors 1949. Efter arkitektpraktik hos Hilding Ekelund 1948–1954 och hos Woldemar Baeckman 1955–1959 var han verksam som samhällsplanerare vid Helsingfors stadsplanekontor. Han var även verksam som tecknare och medverkade som illustratör i många verk. Han utgav de med egna illustrationer försedda böckerna Hamnar och leder i Östra Nyland (1974) och Antecknat (1985) som skildrar byar, byggnader och invånare i Östkarelen. Postumt utgavs boken Korsu-skisser (2000), i vilken han tillsammans med kollegan Erik Kråkström beskrev livet vid fronten under kriget. Till Nygårds intressen hörde även visor, och han var med sin luta och sina egna visor länge en av de bärande krafterna i Sällskapet Visans Vänner i Helsingfors.